# Friedrich Treml

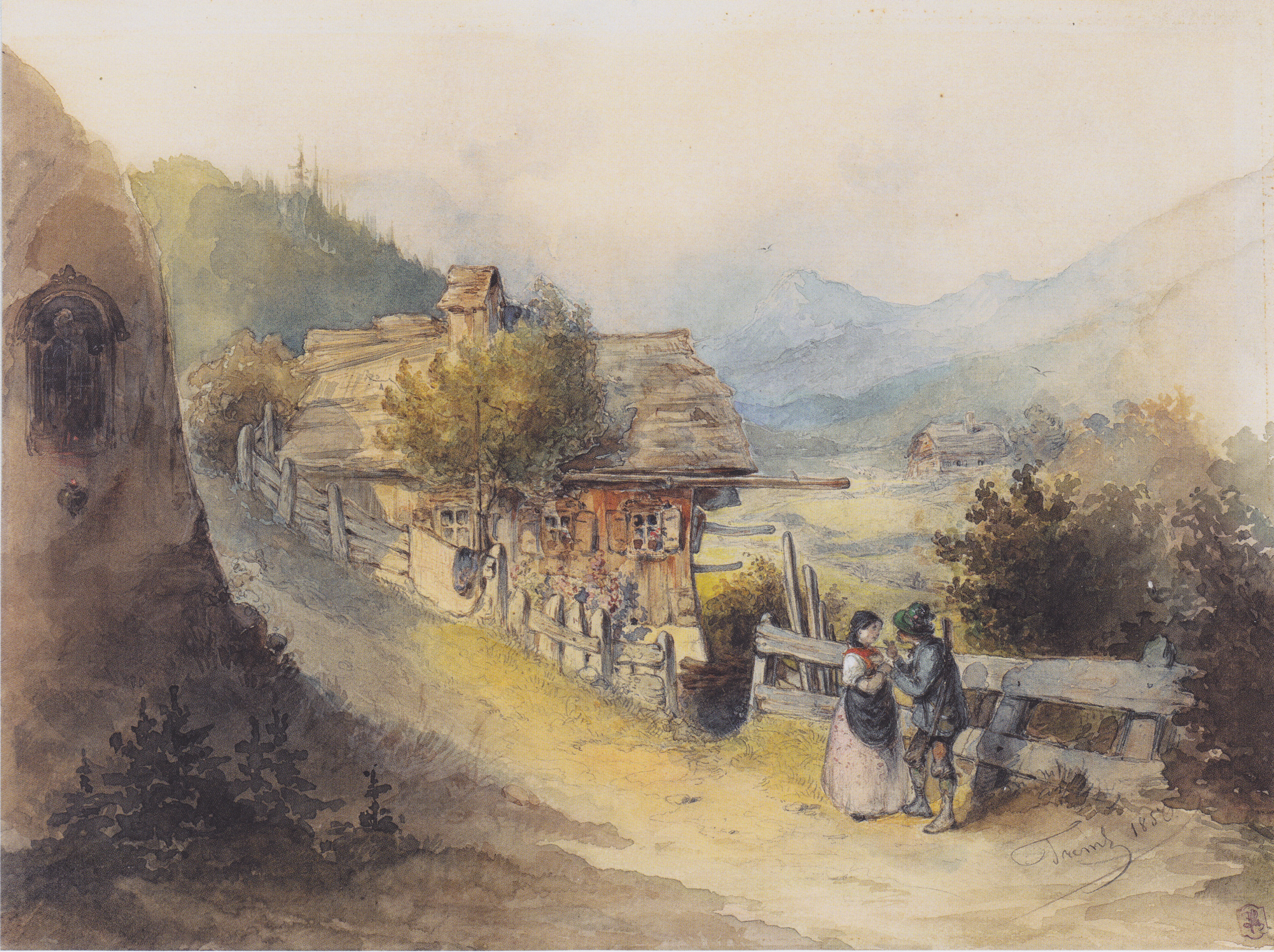
Begegnung in den Bergen, 1850

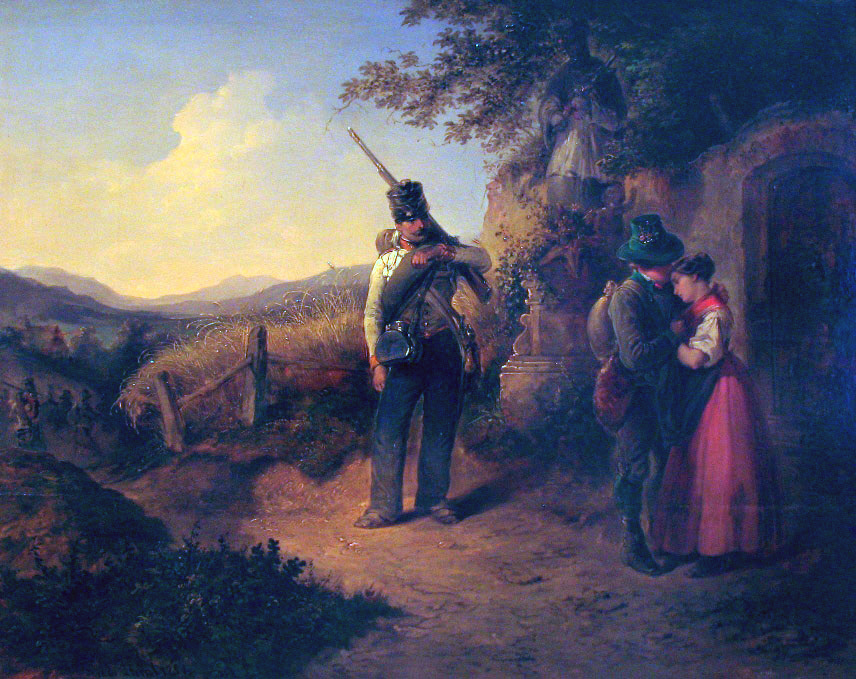
Der Abschied des Rekruten, 1851

Friedrich Treml, auch Johann Friedrich Treml, (* 8. Jänner 1816 in Wien; † 13. Juni 1852 ebenda) war österreichischer Genremaler und Aquarellist.

## Leben und Werk
Treml war der Sohn des Theatermalers Friedrich Treml und der Sängerin Theresia Barbara Bondra. Sein Taufpate war Johann Nepomuk Hummel. Er wandte sich nach kurzem Studium am Wiener Polytechnikum einer Ausbildung an der Wiener Akademie zu. Dort wurde er von Peter Fendi besonders gefördert. 1843 heiratete Treml Franziska Konopasek, die Cousine und Adoptivtochter Peter Fendis. Treml malte Genreszene und hier wiederum vorzugsweise aus dem Militärleben. Ab dem Jahr 1849 arbeitete er fast ausschließlich für den Wiener Hof. Seine Gemälde wurden oftmals lithografiert, u. a. von Franz Xaver Sandmann, K. Lanzedelly und Johann Stadler, wodurch die Werke eine große Popularität erreichten. In der Themenwahl und im Stil wurde Treml stark durch Carl Schindler beeinflusst. Treml starb im Haus Laimgrube 24 (ungefähr Linke Wienzeile 4) an Lungenlähmung. Er wurde in Mödling begraben.
Die Werke Tremls befinden sich in zahlreichen Museen, u. a. dem Wiener Heeresgeschichtlichen Museum, der Albertina, im Wien Museum; weiters in Salzburg und München.

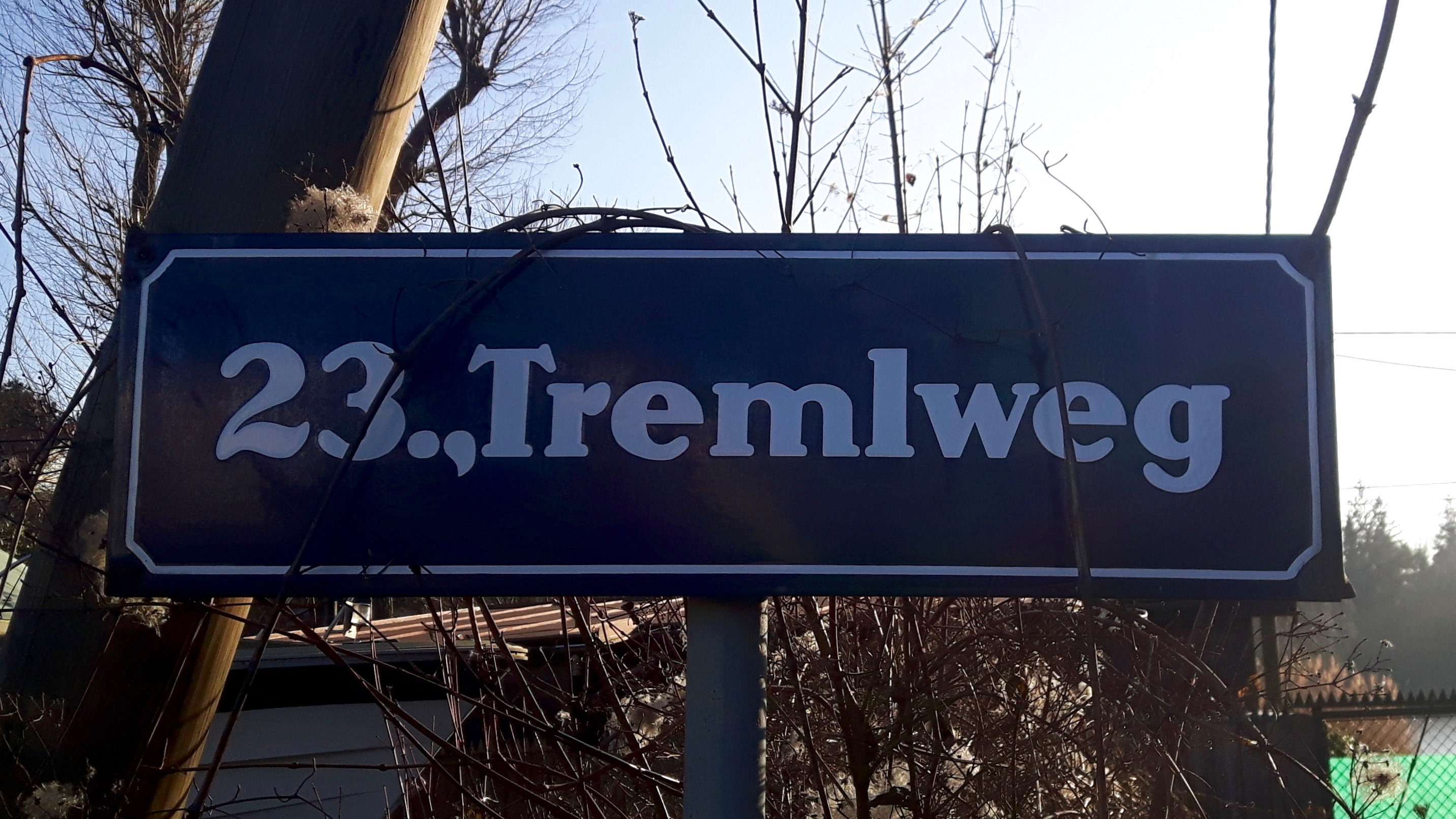
Straßenschild Tremlweg in Wien

Der Tremlweg in Wien-Siebenhirten wurde 1959 nach ihm benannt.

## Werke (Auszug)
- Der Abschied des Rekruten, 1851, Öl auf Holz, 41 × 52 cm, Heeresgeschichtliches Museum, Wien
- Begegnung in den Bergen, 1850, Aquarell, 19 × 25,3 cm, Privatbesitz